# Gilles Beaudoin
Pour les articles homonymes, voir Beaudoin.
Gilles Beaudoin (1919–2007) est un homme politique canadien et ancien maire de Trois-Rivières.

## Biographie
Gilles Beaudoin est né le 12 octobre 1919. Il possède et opère un magasin de meubles, J.N. Beaudoin, situé sur la rue Champflour à Trois-Rivières. Il se marie avec Dolorès Blais en 1943 et partagera sa vie avec elle. Ils ont eu cinq enfants.

## Carrière politique
Gilles Beaudoin a été élu au poste de maire pour la première fois en 1970. Il a par la suite été réélu en 1974, 1978, 1982 et 1986. Il s'est retiré de la vie politique à la fin de ce dernier mandat.

## Réalisations
Ses réalisations comprennent:
- la venue de la finale des Jeux du Québec en 1975 ;
- la restauration du port de Trois-Rivières ;
- la réalisation du centre de congrès de l'Hôtel Delta ;
- la construction du pont Radisson ;
- l'ouverture de la salle de concert J.-Antonio-Thompson ;
- la revitalisation du centre-ville de Trois-Rivières.

## Départ de la vie politique
Gilles Beaudoin est décédé le 22 août 2007 à l'âge de 87 ans, deux mois avant son 88e anniversaire.